# Eladio Castro Álvarez
Eladio Castro Álvarez nació el 18 de febrero de 1886 en Llera de Canales, Tamaulipas, México. Fue un distinguido Coronel de Caballería que participó durante la Revolución Mexicana en la División Veintiuno del Ejército Constitucionalista liderado por Venustiano Carranza. De 1939 a 1948 fue Jefe en la Comisión de Estudios Pro-Veteranos de la Revolución en Palacio Nacional de la Ciudad de México, y le otorgó reconocimientos a personalidades como Lázaro Cárdenas del Río. Asimismo, fue Jefe Político y Comandante Militar de Pichucalco, Chiapas, entre 1914-1915, cuando era gobernador del Estado Jesús Agustín Castro. Fue Diputado Presidente del Congreso de Tamaulipas entre 1924 y 1926 y diputado local de Llera a principios de los años cincuenta. El 1 de enero de 1953 asumió el cargo de Presidente Municipal en su natal Llera, pero no pudo concluir su mandato debido a que murió en un accidente mientras cruzaba con su caballo el Río Guayalejo, el día 28 de junio del mismo año.

## Reseña biográfica

### Nacimiento y primeros años
Eladio Castro nació el 18 de febrero de 1886 en Llera de Canales, Tamaulipas. Fue el cuarto hijo de Antonio Castro Muñiz, un rico hacendado y ganadero, y de Amelia Álvarez Arcos.
Sus hermanos mayores fueron Matilde, José Francisco y Concepción; y sus hermanos menores: Juan, Ignacio y Lucinda.
Desde pequeño aprendió por su padre a trabajar la agricultura y la ganadería. En su rancho se producían quesos y una gran variedad de productos.

### Periodo revolucionario
El 15 de abril de 1911 se levantó contra el régimen porfirista y desde entonces se destacó como líder de Llera. Sin embargo, fue hasta el 18 de abril de 1913 cuando obtuvo su primer rango militar, e ingresó formalmente al Ejército Constitucionalista en el llamado 21.º Cuerpo Rural, que posteriormente daría origen a la División Veintiuno, a cargo del General Jesús Agustín Castro.
Dentro de la División Veintiuno  («la primera División del Cuerpo del Ejército del Sureste») perteneció al regimiento «Leales de Tlalnepantla», y posteriormente, en 1915, formó su propio regimiento llamado «Orden y Moralidad» con el que combatió a los enemigos del presidente Venustiano Carranza, principalmente en el Estado de Oaxaca, donde también fue Jefe de Armas y Jefe de Operaciones.
En total, se comprobó su participación en 65 hechos de armas contra la usurpación de Victoriano Huerta, la rebelión de Félix Díaz y de Adolfo de la Huerta, entre otros enemigos del gobierno, en los Estados de Tamaulipas, San Luis Potosí, Estado de México, Chiapas, Oaxaca, Morelos, Puebla, Tlaxcala y Distrito Federal, de 1913 a 1924.
Tras haber sofocado a la rebelión delahuertista por órdenes de Álvaro Obregón, el 2 de junio de 1924 fue acordado su ascenso a General Brigadier, sin embargo nunca llevó a cabo los trámites correspondientes, pues en ese entonces se alejó de la milicia y volvió su interés a las actividades en el campo.

### Etapa política
En su natal Llera fue diputado local y Presidente Municipal, este último cargo lo asumió el 1 de enero de 1953 hasta que murió el 28 de junio de ese mismo año. Una de las obras que se realizaron durante su breve mandato fue la construcción de la plaza «Miguel Hidalgo».

## Vida personal
El 5 de agosto de 1911 se casó con Rafaela Sánchez Flores, y con ella tuvo 4 hijos: Ignacio (1921), Alicia (1922), Lilia (1924) y Yolanda Rafaela (1930), aunque igualmente, desde 1916, adoptó a uno de los sobrinos de su esposa como su propio hijo, quien se llamaba Juventino, ya que la madre de éste murió después de haberle dado la vida.

### Otras facetas
A Eladio Castro siempre le gustó trabajar la agricultura y la ganadería.
Al parecer fue iniciado en la masonería en Ciudad Victoria, y fue especialmente cercano a la logia "José de Escandón y Helguera No.31" mientras fue diputado local y Presidente Municipal de Llera.

## Premios y reconocimientos
- Mérito Revolucionario (1939)
- Veterano de la Revolución (1939)